# بنمار سبلان
بنمار سبلان هي قرية في مقاطعة سرعين، إيران. يقدر عدد سكانها بـ 473 نسمة بحسب إحصاء 2016.